# Franz Wolf (Architekt)
Franz Wolf (tschechisch František Wolf; um 1805–nach 1867) war ein Architekt in Prag.

## Leben

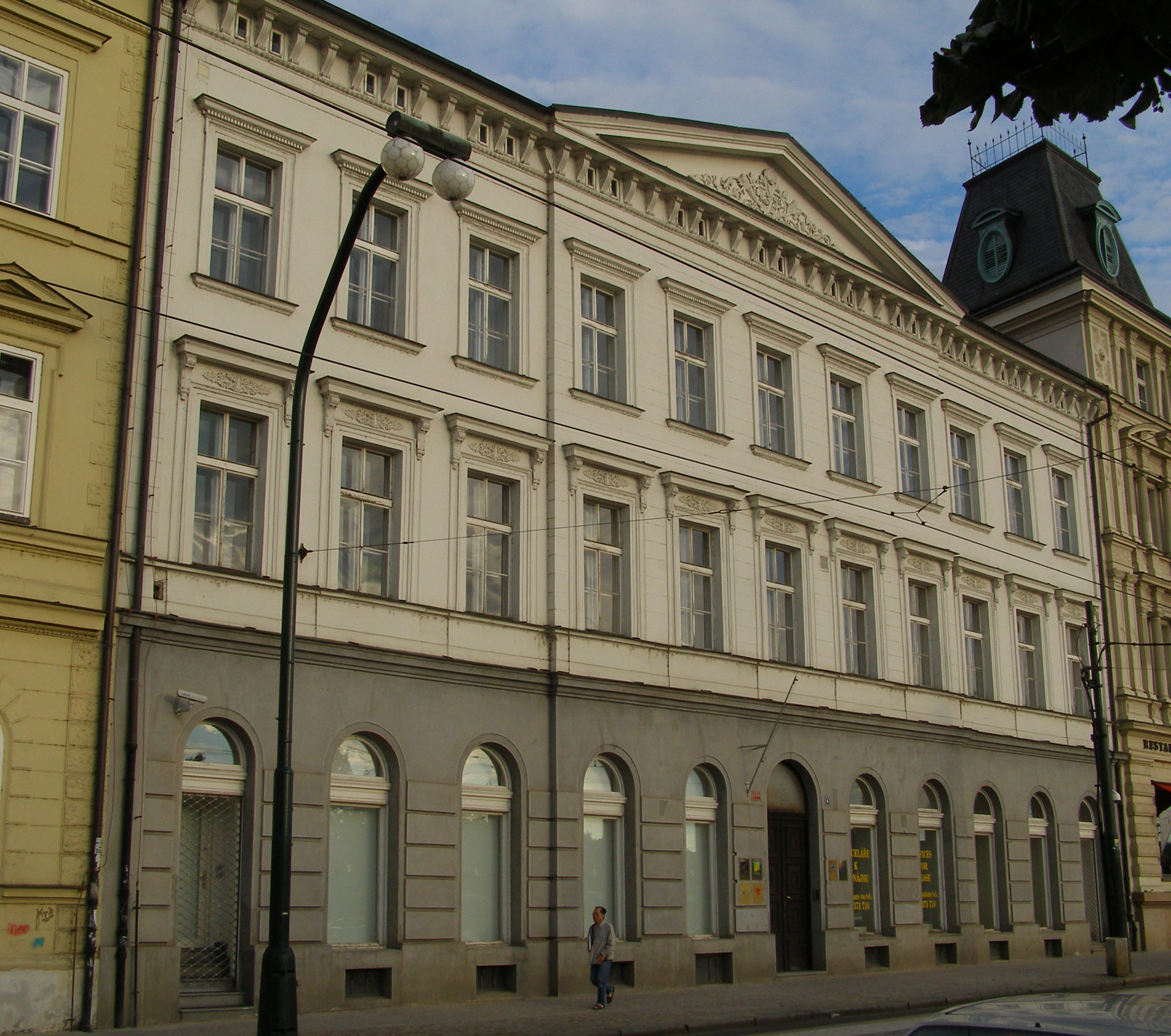
Gebäude Smetanovo nabř.5, Divadelní 4

Der Grafiker Franz Karl Wolf (1764–1836) in Prag, der sich besonders mit der Darstellung von Architektur beschäftigte, war möglicherweise ein Vorfahre oder Verwandter.
Franz Wolf baute seit 1840 Wohnhäuser in Prag, darunter das Luxushotel „Zum blauen Stern“. 1846 wurde er als Maurermeister bezeichnet. 1848/49 studierte er an der Technischen Hochschule in Prag mit einem Abschluss als Baumeister (Architekt). Danach entwarf er weitere Gebäude bis mindestens 1867.

## Bauten
Von Franz Wolf sind Neubauten, Umbauten und Ausbesserungen an Wohnhäusern in Prag bekannt. Erhalten sind die Gebäude Smetanovo nábř. 334 und Vítězna 534.

### Neubauten und Umbauten
- 1840–1844 Haus Richter (Richtrový dom), Pod Bruskou 147, Kleinseite, Anbau eines nördlichen Flügels
- 1843 Mietshaus Jungmanngasse (Jungmannova) 29, Neustadt, Neubau
- 1843 Haus „Zum heiligen Wenzel“ (U sv. Václava), Anežská 810, Altstadt, Umbau
- 1844–1846 Hotel „Zum blauen Stern“ (Hotel Modrá Hvězda), Am Graben (Na Příkopě) 864, Neustadt, Neu- und Umbau, (1939 ersetzt durch Neubau)
- 1846 Mietshaus Smetanaufer (Smetanovo nábř.) 334, Altstadt, erhalten
- 1846 Mietshaus Stephansgasse (Štěpánská) 651, Neustadt, Neubau
- 1846–1847 Mietshaus, Vítězná 534, Kleinseite, Neubau zusammen mit Josef Kaur, erhalten[3]
- 1849–1850 Wohnhaus, Thunovská 194, Kleinseite, Umbau
- 1854 Mietshaus Smetanovo nábř., Karoliny Světlé 325, Altstadt, Neubau
- 1854 Wohnhaus, Stephansgasse (Štěpánská) 615, Neustadt, Wiederaufbau
- 1855–1863 Haus „U bílého kohouta“, Liliová, Zlatá, Řetězová 248, Altstadt, Neubau
- 1856 Wohnhaus, Zeltnergasse (Celetná) 556, Altstadt, Hofgebäude, Neubau
- 1859 Hartig-Palais (Hartigovský palác), Tržiště 259, Kleinseite, Umbau des Gartentraktes
- 1860, Mietshaus, Rybná, Haštalská 753, Altstadt, Neubau
- 1861–1862 Mietshaus, Smetanovo nábř., Karoliny Světlé 327, Altstadt, Neubau
- 1867 Wohnhaus Jungmanngasse (Jungmannova) 30, Neustadt, Umbau

### Reparaturen und Ausbesserungen
- 1845 Haus, Jungmanngasse (Jungmannova) 28,  Neustadt
- 1847 Wohnhaus Michalská, Vejvodova 430, Altstadt